# Chavez (groupe)
Pour les articles homonymes, voir Chavez.
Chavez est un groupe de rock indépendant américain, originaire de New York.

## Biographie
Le groupe engrange tout d'abord une popularité certaine dans la seconde moitié des années 1990. Formé en 1993 à partir des cendres de Wider, le groupe tire ses influences sonores des pionniers du math rock Slint et de la formation post-rock Mission of Burma ; ils utilisent des riffs acérés et asymétriques, des changements dynamiques et abrupts, et une attaque sonore brutale. Le groupe est mené par le guitariste Matt Sweeney, ancien membre de Skunk et de Wider ayant également joué avec Guided by Voices. Le batteur James Lo, membre du groupe new-yorkais Live Skull jusqu'en 1987 est aussi issu de Wider ; les autres membres du groupe sont le guitariste Clay Tarver (Bullet Lavolta) et le bassiste Scott Marshall,.
Le groupe se constitue rapidement une base de fans dans la scène underground new-yorkaise, après la sortie d'un premier single intitulé Repeat the Ending. Leur premier album Gone Glimmering a reçu un très bon accueil critique. Par la suite, ils produisent et publient un EP, Pentagram Ring, et en 1996 l'album Ride the Fader.
Chavez ne s'est jamais officiellement dissous, mais n'a sorti aucun nouveau disque et a rarement joué entre 1999 et 2006. Au cours de la période d'inactivité de Chavez après 1999, le guitariste Matt Sweeney rejoint le leader des Smashing Pumpkins Billy Corgan et le guitariste de Slint David Pajo pour former Zwan en 2001. Il fera équipe avec Will Oldham (sous le pseudonyme de Bonnie Prince Billy) pour son album de 2005 Superwolf, puis produira et jouera sur le premier album de Early Man, Closing In. Clay Tarver réalise pendant cette même période plusieurs campagnes de publicité télévisée, et écrit également le script du film Une virée en enfer (Joy Ride en anglais).
Le groupe se reforme en 2006, donne trois concerts et, comme cela est confirmé par le guitariste Matt Sweeney, travaille sur un troisième album. Il s'agira de leur premier enregistrement depuis 1996. Toujours en 2006, Matador Records sort Better Days Will Haunt You, un disque prétendant réunir l'intégralité des enregistrements studio de Chavez jusqu'alors,, et le groupe donne quelques concerts pour promouvoir la compilation avec d'autres groupes comme notamment Pavement et Sonic Youth.

## Discographie

### EP
- 1995 : Pentagram Ring